# Vrhoveljska planina
Vrhoveljska planina este o arie protejată (arie specială de conservare — SAC, sit de importanță comunitară — SCI) din Slovenia întinsă pe o suprafață de 56,67 ha, integral pe uscat.

## Localizare
Centrul sitului Vrhoveljska planina este situat la coordonatele 46°02′46″N 13°33′57″E / 46.0461°N 13.5659°E.

## Înființare
Situl Vrhoveljska planina a fost declarat sit de importanță comunitară în aprilie 2013 pentru a proteja 3 specii de animale. Situl a fost protejat și ca arie specială de conservare în aprilie 2015.

## Biodiversitate
Situată în ecoregiunea continentală, aria protejată nu include niciun habitat protejat.
La baza desemnării sitului se află mai multe specii protejate de  nevertebrate (3): fluturele-tigru (Callimorpha quadripunctaria), Coenonympha oedippus, fluturele auriu (Euphydryas aurinia).